# ويتني (مسلسل)
ويتني (بالإنجليزية: Whitney) مسلسل كوميدي أمريكي، عرض على قناة هيئة الإذاعة الوطنية، من 22 سبتمبر، 2011 حتى 27 مارس، 2013. بطولة ويتني كمنغز، مبنياً على تجربة حياتها الحقيقية والكوميديا الروتينية. في 9 مايو، 2013، ألغت قناة هيئة الإذاعة الوطنية مسلسل ويتني بعد موسمين.

## الحلقات

### نظرة عامة
| الموسم | الموسم | الحلقات | تاريخ البثّ     | تاريخ البثّ   | تصنيف "نيلسن"            | تصنيف "نيلسن" |
| الموسم | الموسم | الحلقات | أول بثّ         | آخر بثّ       | عدد المشاهدين (بالمليون) | المرتبة       |
| ------ | ------ | ------- | -------------- | ------------ | ------------------------ | ------------- |
|        | 1      | 22      | 22 سبتمبر 2011 | 28 مارس 2012 | 5.11                     | #122          |
|        | 2      | 16      | 14 نوفمبر 2012 | 27 مارس 2013 | 4.19                     | #115          |

## الممثلين والشخصيات

### شخصيات رئيسية
- ويتني كمنغز - بدور ويتني كمنغز، مصورة.
- كريس دي إيليا - بدور أليكس ميلر، مطور موقع "Mendeavors" على الإنترنت الذي يُساعد الرجال على اكتساب مهارات الحياة وإنجاز مختلف المهام.
- ريا سيهورن - بدور روكسان هاريس، امرأة مُطلقة وصديقة ويتني المقربة.
- زوي ليستر جونز - بدور ليلى ديكسون، صديقة ويتني المقربة، وخطيبة نيل السابقة.
- دان اوبراين - بدور مارك مورفي، صديق أليكس المقرب، شرطي سابق من شيكاغو.
- موليك بانتشولي (الموسم 1)[7] - بدور نيل، خطيب ليلى السابق، وصديق أليكس.[8]
- تون بيل (الموسم 2)[9] - بدور آر. جاي، صديق أليكس منذ المدرسة الثانوية

## وصلات خارجية
- الموقع الرسمي
- ويتني على موقع IMDb (الإنجليزية)
- ويتني على موقع ميتاكريتيك (الإنجليزية)
- ويتني على موقع كينوبويسك (الروسية)
- ويتني على موقع ألو سيني (الفرنسية)
- ويتني على موقع قاعدة بيانات الفيلم (الإنجليزية)
- ويتني على كوميدي سنترال المملكة المتحدة